# The Slammin' Salmon
The Slammin' Salmon é um filme estadunidense de comédia de 2009 dirigido por Kevin Heffernan.

## Sinopse
O ex campeão mundial de pesos-pesados "Slammin" Cleon Salmon (Michael Clarke Duncan) é o proprietário de um sofisticado restaurante de frutos do mar, em Miami, chamado The Slammin' Salmon. Uma noite, precisando pagar uma dívida de jogo para a máfia japonesa, Salmon lança um concurso para "incentivar" seus garçons a vender mais pratos do que nunca. Traições, suborno e propostas indecentes, vale tudo para ganhar o prêmio, ou então uma costela quebrada, cortesia do patrão.

## Elenco

### Elenco principal
- Michael Clarke Duncan - Cleon "Slammin" Salmon, dono do restaurante[2]
- Jay Chandrasekhar - Nuts/Zongo
- Kevin Heffernan - Rich
- Steve Lemme - Connor
- Paul Soter - Donnie Kinogie/Dave Kinogie
- Erik Stolhanske - Guy "Meat-drapes" Metdrapedes
- Cobie Smulders - Tara
- April Bowlby - Mia
- Nat Faxon - Carl the Manager